# Болотських Микола Степанович
Микола Степанович Болотських (13 вересня 1938, Городище, Воронезька область — 2 серпня 2022, Харків) — радянський та український учений, доктор технічних наук (1977), професор (1977).
Автор багатьох наукових праць, а також ряду патентів та винаходів.

## Біографія
Народився 13 вересня 1938 року в селі Городище Воронезької (нині Білгородської) області, брат вченого Олександра Болотських.

### Освіта
У 1960 році закінчив гірничо-електромеханічний факультет Харківського гірничого інституту: спеціальність — «гірські машини», кваліфікація — «інженер-механік».
1965 року захистив кандидатську дисертацію на тему «Дослідження роботи гідроелеваторів, що транспортують м'які породи», 1977 року захистив докторську дисертацію на тему «Дослідження, розробка та освоєння ефективної технології будівельного водозниження в складних гідрогеологічних умовах».

### Діяльність
Після закінчення інституту у 1960—1963 роках працював молодшим науковим співробітником, а у 1963—1968 роках — старшим науковим співробітником лабораторії гідромеханізації гірничо-прохідних робіт Всесоюзного НДІ організації та механізації шахтного будівництва (ВНДІОМШБ) у Харкові.
У 1968—1972 роках — доцент кафедри обладнання підприємств будівельної та цементної промисловості Харківського інженерно-будівельного інституту (ХІБІ, нині Харківський національний університет будівництва та архітектури). З 1972 року — завідувач кафедри будівельних машин цього ж інституту. У 1973—1980 роках — проректор з наукової роботи, у 1980—1995 роках ректор Харківського інженерно-будівельного інституту. З 1995 по травень 2009 року — ректор Харківського національного університету будівництва та архітектури.
Микола Степанович створив наукову школу в галузі технології та механізації будівництва підземних та поглиблених об'єктів у складних гідрогеологічних умовах. Розробив нові технології та обладнання вакуумного водозниження, які були запроваджені під час будівництва вугільних розрізів та шахт Кіровоградської області, а також метрополітенів у Києві, Харкові, Москві та Тбілісі.
Займався громадською діяльністю. Був віце-президентом Української асоціації «Кадри для будівництва»; заступником голови Ради будівництва та архітектури Вищої атестаційної комісії України; головою навчально-методичної комісії Міністерства освіти та науки України; членом президії правління навчально-методичного об'єднання будівельних вузів СНД; заступником голови Ради ректорів Харківського вузівського центру; членом науково-координаційної ради Харківської обласної державної адміністрації
Член Академії інженерних наук України (1992), член Міжнародної академії екологічної реконструкції (1992), академік Академії будівництва України (1993), почесний професор Асоціації будівельних вузів СНД (1998) та Харківського державного технічного університету сільського господарства (2000).
Помер 2 серпня 2022 року в Харкові .

## Заслуги
- Нагороджений орденом «За заслуги» ІІІ та ІІ ступенів
- Лауреат премії Ради Міністрів СРСР (1987) та Державної премії України у галузі науки і техніки
- Заслужений працівник вищої школи УРСР (1988)